# Chrobák vrubounovitý
Chrobák vrubounovitý (Sisyphus schaefferi, někdy též výkalník vrubounovitý nebo vrubounek Schäfferův) je všežravý brouk z čeledi vrubounovití. Má černé oválné tělo, které se směrem k zadečku zužuje. Dorůstá velikosti 6,5 až 12 mm a má nápadně dlouhé zadní nohy. Druh dobře létá a vytváří nory, kam dospělí jedinci přesouvají kuličku z trusu. Samička do nory naklade vajíčka a vylíhlé larvy se během svého vývoje živí trusem z přítomné kuličky.
Žije ve stepních lokalitách a často na písčitých půdách či vápencových podkladech v oblasti převážně jižní Evropy, Kavkazu a Číny, přičemž nejsevernější hranicí jeho rozšíření je Česká republika. Hojně se vyskytuje na jižní Moravě (zejména v Milovickém lese) a dále též v CHKO České středohoří, CHKO Český kras a na Sušicku. Jedná se o jediného zástupce rodu Sisyphus v České republice a Evropě. Je klasifikován jako ohrožený druh.

## Vědecká synonyma
Mezi vědecká synonyma chrobáka vrubounovitého patří:
- Copris arachnoides Geoffroy, 1785
- Scarabaeus longipes Scopoli, 1763
- Sisyphus laevicollis Mulsant, 1842
- Sisyphus minutus Seabra, 1907
- Sisyphus subemarginatus Mulsant, 1842
- Sisyphus subinermis Mulsant, 1842
- Sisyphus tauscheri Fischer, 1823